# بونروکو
بونروکو (به ژاپنی: 文禄 Bunroku) نام دوره ژاپنی بود. این دوره بعد از تنشو و قبل از کیچو قرار داشت. این دوره از دسامبر ۱۵۹۲ تا اکتبر ۱۵۹۶ به طول انجامید. در طی این دوره امپراتور گو-یوزی حکمران ژاپن بود.

## رویدادهای دوران «بونروکو»
- ۱۵۹۲ (بونروکو ۱): تویوتومی هیده‌یوشی به کره (کشور) (تهاجم ژاپن به کره (۱۵۹۸–۱۵۹۲)،[۲] همچنین به عنوان "بونروکو کیچو نو اکی" شناخته می‌شود.[۱]
- ۱۵۹۲ (بونروکو ۱): اوگاساوارا سادایوری ادعا می‌کند که جزایر اوگاساوارا را کشف کرده است. و قلمرو توسط تویوتومی هیده‌یوشی به عنوان یک فیف به او اعطا شد.[۳]
- '۱۵۹۲ (بونروکو ۱): سکه‌های نقره ای به نام "Bunroku-tsūhō" برای پرداخت پول به سربازان هیده‌یوشی ضرب شد. سکه‌های با قطر ۲۳٫۲۵ میلی‌متر، ۱ «واحدهای اندازه‌گیری ژاپنی» (تقریباً ۳٫۷۵ گرم) وزن داشتند. مون ژاپن (واحد پول) در همان زمان صادر شد، اما هیچ‌کدام از آنها باقی نمانده است.[۱]
- ۱۵۹۳ (بونروکو ۲): تویوتومی هیده‌یوری از همسر غیراصلی هیده‌یوشی یودو دونو - یک پسر نوزاد و وارث احتمالی به دنیا آمد.[۴]
- ۱۵۹۵ (بونروکو ۴): تویوتومی هیده‌تسوگو موقعیت و قدرت خود را از دست می‌دهد.[۵]
- "۱۵۸۹–۱۵۹۵": اصلاحات ارضی ("Bunroku no Kenchi") که سرشماری عمومی نفوس و نظرسنجی ملی بود توسط هیده‌یوشی آغاز شد.[۱]